# Старогоряшинське сільське поселення
Старогоряши́нське сільське поселення (рос. Старогоряшинское сельское поселение) — муніципальне утворення у складі Краснослободського району Мордовії, Росія. Адміністративний центр — село Старі Горяші.

## Населення
Населення — 1266 осіб (2019, 1391 у 2010, 1283 у 2002).

## Склад
До складу поселення входять такі населені пункти:
| Населений пункт                | Населення, осіб (2002) | Населення, осіб (2010) |
| ------------------------------ | ---------------------- | ---------------------- |
| Барановка, присілок            | 5                      | 4                      |
| Бобильовські Виселки, присілок | 230                    | 311                    |
| Грачовник, присілок            | 113                    | 110                    |
| Лаушки, присілок               | 70                     | 65                     |
| Старі Горяші, село             | 865                    | 901                    |